# Synedrus
Synedrus is een geslacht van vliesvleugeligen uit de familie Pteromalidae. De wetenschappelijke naam van dit geslacht is voor het eerst geldig gepubliceerd in 1956 door Graham.

## Soorten
Het geslacht Synedrus omvat de volgende soorten:
- Synedrus crassicornis Graham, 1992
- Synedrus transiens (Walker, 1835)